# Chamaesaura miopropus
Chamaesaura miopropus là một loài thằn lằn trong họ Cordylidae. Loài này được Boulenger mô tả khoa học đầu tiên năm 1894.